# Cratere Melissa
Melissa è un cratere lunare di 17,21 km situato nella parte nord-occidentale della faccia nascosta della Luna.